# Кэмплин, Алиса
Алиса Кэмплин (англ. Alisa Camplin 10 ноября 1974, Мельбурн) — австралийская спортсменка в могуле и фристайле, олимпийская чемпионка. Первая в истории зимних Олимпийских игр австралийка, завоевавшая золотую медаль.
Алиса Кэмплин живёт в Мельбурне.

## Главные достижения в спорте
Обладательница Кубка Мира-2000 в могуле, парном могуле и фристайле, чемпионка мира-1999 в могуле, Олимпийская чемпионка Солт-Лейк-Сити 2002 г., бронзовый призёр Олимпийских игр 2006 г. в Турине.

## Биография
Алиса Кэмплин с 6 лет начала заниматься лёгкой атлетикой и даже выиграла несколько титулов на юношеских стартах в беге на 800 и 1500 метров. Но в 14-летнем возрасте у неё развилась анемия и она переключилась на гимнастику. В 16 лет она вынуждена была оставить гимнастику из-за травмы и вернуться к бегу, но через два года болезни она прекратила занятия лёгкой атлетикой. В колледже она играла в хоккей на траве.
В отличие от соперниц, пришедших во фристайл из горнолыжного спорта, Алиса Кэмплин вообще не видела снега до поступления в колледж. Только в 19 лет она впервые увидела демонстрационные прыжки Джекки Купер и её друзей из австралийской сборной по фристайлу. Инструкторы из Австралийского института зимнего спорта убедили Алису взять несколько уроков по лыжной подготовке, так как её гимнастическая школа позволяла без проблем делать сальто в воздухе. Самым трудным для Алисы в лыжной акробатике является приземление, так как у неё нет большого опыта в горнолыжной подготовке.
В возрасте 25 лет Алиса дебютировала на чемпионате мира 1999 года и заняла 7-е место. Лучшее достижение Алисы на этапах Кубка Мира — 2-е место в августе 2000 в австралийском Маунт Буллере. По итогам Кубка Мира сезона 2000-01 она заняла 5-е место. 1-е место заняла её первый учитель и подруга по команде Джекки Купер, с которой на Олимпиаде-2002 случилось несчастье. Во время тренировочного прыжка она получила травму и не смогла выйти на старт Олимпийских игр.

## Солт-Лейк Сити
Алиса соревновались на Олимпийских играх вопреки советам врачей, так как она получила травму на тренировке за несколько недель до Олимпиады после того, как при выполнении программы на тренировке попала в встречный ветер и неудачно выполнила приземление. Когда врачи её осмотрели перед Олимпиадой в Солт-Лейк Сити, то они обнаружили, что лодыжки Алисы были сломаны. Врачи были поражены, что она могла ходить, не говоря о том, что она планировала выполнять программу.
Подруга по команде, Джекки Купер, во время тренировочного прыжка получила травму колена и не смогла выйти на старт Олимпийских игр. Алиса Кэмплин так нервничала, что почти не могла есть за неделю до игр.
Неожиданной стала победа Алисы Кэмплин, до этого не добивавшейся успехов на международной арене. Показав в своих обоих прыжках 3-й результат, она по сумме заняла 1-е место, опередив более титулованных канадок.